# Селянська республіка

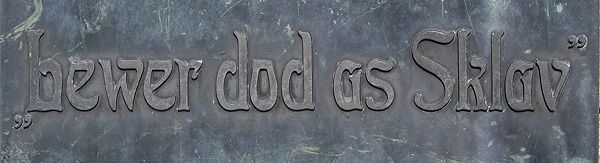
Гасло рюстрінгенських фризів: «Краще померти ніж бути рабом!»

Селя́нська респу́бліка (нім. Bauernrepublik) — у всесвітній історії республіка, створена селянами або простолюдом. У вузькому значенні — різновид середньовічної або ранньомодерної держави республіканського типу, якою керують особи незнатного походження; альтернативний проект тогочасним державам, якими керувала шляхта (королівство, герцогство, князівство, графство тощо) або духовенство (єпископство, абатство тощо). Праобраз громадянського суспільства модерної доби. Формувалися у землях, де були слабо розвинені феодальні відносини і кріпацтво (Фризія, Північна Німеччина, Скандинавія). Поставали у важкодоступній місцевості: віддалених островах, болотах, гірських долинах тощо. Серед відомих історичних селянських республік — Дітмарш, Штадланд, Рюстрінген тощо. В українській історіографії «селянськими республіками» інколи називають козацькі союзи раннього модерну, а також повстанські республіки початку ХХ ст. на теренах України (Холодноярська республіка) тощо. У комуністичній та радянській історіографії «робітничо-селянськими республіками» називають тоталітарні держави, утворені комуністичними або ліворадикальними екстремістськими рухами.

## За країною

### Німеччина
- 1227 — 1559: Дітмаршенська республіка

### Україна
- Холодноярська республіка